# El coyote emplumado
El coyote emplumado es una película mexicana de 1983, protagonizada por María Elena Velasco «la India María», Armando Soto La Marina y Miguel Ángel Rodríguez.

## Sinopsis
María, su novio Martín y su abuelo son artesanos. Martín está en la cárcel por defender el honor de María, hecho que frustra su matrimonio, pues ya tenían consentimiento del abuelo.
Un antropólogo llamado el doctor Villegas los invita a un congreso en Acapulco donde tendrán oportunidad de vender algunas piezas a los visitantes. En realidad, el profesor los lleva ya que les piensa pedir que dupliquen una valiosa pieza llamada "El coyote emplumado" pieza de piedra en cerámica única, pues el abuelo es el mejor artesano de México; trabajan su primera noche en Acapulco duplicando al coyote, el abuelo hace varias copias porque no mostraba señales de haber quedado completamente satisfecho, por lo que le entrega solo la última, y las demás las esconde en tinajas, para que el profesor no crea que ha perdido su destreza.
La previsión del profesor resulta ser muy sabia, ya que también unos maleantes están al tanto para robar a "El coyote emplumado". 
El profesor se lleva dos copias pensando estarse llevando el original y una copia, expone una de ellas y los ladrones se la roban del museo. 
Tanto el ladrón como el profesor se descorazonan al ver que tienen una copia, entonces es cuando el profesor cae en la cuenta de que le han dado dos copias por error.
María abre su puesto de artesanías que decora sólo con una tinaja con flores, y vende las artesanías con gran éxito, -especialmente los coyotes emplumados en sus tinajas-, a varios extranjeros, entre ellos un americano, un árabe y un japonés.
Al terminar la jornada y contar el dinero, el necesario para sacar a Martín de la cárcel, Villegas los visita enfurecido, y pregunta por el coyote original, lo que hace que María le confiese que hicieron varias copias y las vendieron.
Mientras tanto, Martín aprovecha un descuido de su carcelero para ir a Acapulco, y encontrarse con María, entonces comienzan las confusiones.
La policía persigue tanto a los ladrones como a los artesanos, por falsificadores. Tras una serie de confusiones María y los suyos encuentran a cada uno de los clientes que compraron los coyotes y se topan con la sorpresa de que todos los coyotes son copias. Al romper todos los coyotes (pues rompen todos) a excepción de uno que se hunde en el mar, María cae en la cuenta de que hay otro coyote en la tinaja de las flores, y ese es el coyote emplumado original, el de piedra.
Esta película cuenta con las actuaciones especiales de Miguel Ángel Rodríguez, Armando Soto La Marina, Sandra Boyd y Olga Armendáriz.

## Reparto
- María Elena Velasco como María
- Miguel Ángel Rodríguez como Martín
- Armando Soto La Marina como Don Lupe
- Carlos Riquelme como Profesor Villegas
- Noé Murayama como Romano
- Anabelle Gutiérrez como Americana borracha
- Gilberto Trujillo como Bailador
- Claudio Sorel como Navarro
- Jorge Fegán como Detective
- Pedro de Urdimalas como Americano borracho
- Juan Antonio Gómez
- Sandra Boyd como Amante de Romano
- Los Filipos
- Che Quintero
- Olga Armendariz
- Gustavo Márquez
- Eugenio Imaz
- Roberto Rayo
- Alfredo Bustamante
- Aristeo Meléndez
- Ernesto Juárez
- Elia López
- Yasuari Yamashita como Delegado japonés
- Ibuki-a-i como Delegada japonésa

## Canciones
- «Acapulqueña» de Agustín Ramírez. Interpretada por el Trío Los Aguilar (vocalista) and Beto Bermúdez (guitarra).